# Agirisch
Agirisch (russisch Агириш) ist eine Siedlung städtischen Typs im westsibirischen Autonomen Kreis der Chanten und Mansen/Jugra (Russland) mit 2856 Einwohnern (Stand 14. Oktober 2010).

## Geographie
Die Siedlung liegt im Westsibirischen Tiefland etwa 340 Kilometer Luftlinie nordwestlich des Verwaltungszentrums des Autonomen Kreises Chanty-Mansijsk. Die nächstgelegene Stadt ist das Rajonzentrum Sowetski, das sich 70 Kilometer südlich befindet.
Etwa einen Kilometer östlich des Ortes verläuft der namensgebende Fluss Akryschjugan (Акрышъюган), ein rechter Nebenfluss der Kleinen Soswa, von Süden nach Nordwesten.
Administrativ gehört Agirisch zum Sowetski rajon. Zudem ist es Verwaltungssitz und einziger ständig bewohnter Ort der gleichnamigen Stadtgemeinde Gorodskoje posselenije Agirisch (Городское поселение Агириш).

## Geschichte
Der Ort entstand 1968 als ein so genannter Lesopunkt (лесопункт), eine Arbeitssiedlung für die ansässigen Arbeiter der Holzindustrie. Der Lesopunkt war anfangs eine Zweigstelle des Komsomolsker Forstwirtschaftsbetriebes (Комсомольского леспромхоза), der seinen Sitz im zirka 71 Kilometer südlich gelegenen Komsomolsk (heute Jugorsk) hatte. Im Jahr 1969 lebten in Agirisch bereits 459 Personen.
1973 wurde in Agirisch der Torski-Forstwirtschaftsbetrieb (Торский леспромхоз) gegründet, der vorwiegend Rohholz produzierte. Der Forstwirtschaftsbetrieb wurde zum ortsbildenden Unternehmen und beschäftigte Mitte der 1990er Jahre 1600 Personen.
Nachdem der Ort 1974 ein eigener Dorfsowjet wurde, erhielt Agirisch 1982 den Status einer Siedlung städtischen Typs.

### Bevölkerungsentwicklung
| Jahr | Einwohner |
| ---- | --------- |
| 1969 | 459       |
| 1989 | 3592      |
| 2002 | 2831      |
| 2010 | 2856      |

Anmerkung: ab 1989 Volkszählungsdaten

## Kultur und Sehenswürdigkeiten
Der Ort verfügt über ein Kulturhaus, eine Bibliothek sowie einen Sportkomplex mit Fußballstadion.

## Wirtschaft und Infrastruktur
Der wichtigste Wirtschaftszweig des Ortes ist die Holzindustrie. Hauptarbeitgeber ist der Torski-Forstwirtschaftsbetrieb.
Der Ort liegt an einer Regionalstraße, die von Jugorsk bis Uchta verläuft. Agirisch ist verfügt über einen Bahnhof und ist über eine Stichstrecke nach Sowetski mit der Eisenbahnstrecke Iwdel – Priobje verbunden. Über Sowetski besteht zudem Anschluss an einen Flughafen, von dem aus vorwiegend regionale Hubschrauberflüge angeboten werden.